# Eurhamphaea vexilligera
Eurhamphaea vexilligera är en kammanetart som beskrevs av Gegenbaur 1856. Eurhamphaea vexilligera ingår i släktet Eurhamphaea och familjen Eurhamphaeidae. Inga underarter finns listade i Catalogue of Life.